# Ctenogobiops aurocingulus
Ctenogobiops aurocingulus és una espècie de peix de la família dels gòbids i de l'ordre dels perciformes.

## Morfologia
- Els mascles poden assolir 8 cm de longitud total.[4][5]

## Hàbitat
És un peix marí, de clima tropical i associat als esculls de corall que viu fins als 20 m de fondària.

## Distribució geogràfica
Es troba a Austràlia, la Xina, Fiji, Indonèsia, el Japó (incloent-hi les Illes Ryukyu), les Illes Marshall, la Micronèsia, Papua Nova Guinea, les Filipines, Samoa, Salomó, Sri Lanka, Taiwan i Tonga.

## Observacions
És inofensiu per als humans.